# اورخان سلطان‌اف
اورخان سلطان‌اف (ترکی آذربایجانی: Orxan Sultanov) رئیس سرویس اطلاعات خارجی جمهوری آذربایجان است.

## زندگی‌نامه
اورخان سلطان‌اف در سال ۱۹۷۷، در باکو زاده شد. ابتدا در وزارت امور خارجه جمهوری آذربایجان شروع به کار نموده و در سال‌های ۲۰۰۷ تا ۲۰۱۱، به عنوان مشاور اول سفارت آذربایجان در بریتانیا در امور بشردوستانه فعالیت داشت. بعداً در اداره اطلاعات خارجی وزارت امنیت ملی جمهوری آذربایجان استخدام گردید.
بر اساس فرمان الهام علی‌اف، رئیس‌جمهوری آذربایجان، مورخ ۱۴ دسامبر ۲۰۱۵، اورخان سلطان‌اف به عنوان رئیس سرویس اطلاعات خارجی این کشور منصوب شد. الهام علی‌اف با صدور حکمی در ۱۷ مارس ۲۰۱۶، درجه وی را به سرتیپی ارتقاء داد.
با دیگر دستور رئیس‌جمهوری آذربایجان، از اورخان سلطان‌اف به پاس خدمات موثرش در تأمین امنیت ملی و دفاع از منافع ملی با اعطاء نشان درجه ۲ «برای خدمت به وطن» تقدیر گردید.
به فرمان رئیس‌جمهوری آذربایجان به تاریخ ۲۷ مارس ۲۰۱۹، درجه وی به سرلشکری ارتقاء پیدا کرد.

## نشان‌ها
- نشان برای خدمت به میهن درجه دو- ۲۶ مارس شال ۲۰۱۸[۸][۹]
- نشان ظفر